# Pecunia non olet
A cláusula tributária chamada pecunia non olet ou non olet (não tem cheiro) estabelece que, para o fisco, pouco importa se os rendimentos tributáveis tiveram ou não fonte lícita ou moral.
A origem do instituto está na criação de um tributo, pelo Imperador Vespasiano, para a utilização de banheiros públicos. A taxa foi extinta, mas restabelecida pelo Imperador Vespasiano. Os historiadores romanos Suetônio e Dião Cássio contam que quando Tito reclamou com seu pai da natureza imoral da taxa e que ela faria com que a cidade ficasse fedendo, Vespasiano pegou uma moeda de ouro e disse Non olet (não tem cheiro).
Conceitualmente, de acordo com os princípios da isonomia e da da razoabilidade, não é razoável tratar desigualmente pessoas que produziram riquezas de mesmo montante, e que estariam, portanto, em situações iguais.
Segundo o jurista Ricardo Lobo Torres, "...se o cidadão pratica atividades ilícitas com consistência econômica, deve pagar o tributo sobre o lucro obtido, para não ser agraciado com tratamento desigual frente às pessoas que sofrem a incidência tributária sobre os ganhos provenientes do trabalho honesto ou da propriedade legítima".

## Brasil
No Brasil, o princípio está previsto no artigo 118 do Código Tributário Nacional:
| “ | A definição legal do fato gerador é interpretada abstraindo-se: I - da validade jurídica dos atos efetivamente praticados pelos contribuintes, responsáveis, ou terceiros, bem como da natureza do seu objeto ou dos seus efeitos; II - dos efeitos dos fatos efetivamente ocorridos. | ” |

No Informativo nº 637, sobre um caso relacionado ao jogo do bicho, o Supremo Tribunal Federal manifestou sobre o tema:
| “ | É possível a incidência de tributação sobre valores arrecadados em virtude de atividade ilícita, consoante o art. 118 do CTN [...] seria contraditório o não-pagamento do imposto proveniente de ato ilegal, pois haveria locupletamento da própria torpeza em detrimento do interesse público da satisfação das necessidades coletivas, a qual se daria por meio da exação tributária. | ” |